# Hans Meier-Welcker
Hans Meier-Welcker (* 29. August 1906 in Offenburg; † 1. Januar 1983 in Freiburg im Breisgau) war ein Offizier der Wehrmacht und wurde nach dem Zweiten Weltkrieg zum ersten Leiter des Militärgeschichtlichen Forschungsamtes der Bundeswehr.

## Leben
Hans Meier-Welcker wurde als Sohn eines Militärjuristen (Eltern: Eugen und Luise geb. Groos) geboren und besuchte zunächst das Humanistische Gymnasium in Büdingen. Er entschied sich für eine Karriere im Militär und trat am 1. April 1925 in das 14. (Bad.) Infanterie-Regiment (Donaueschingen) der Reichswehr ein. In diesem diente er die folgenden neun Jahre. Dabei stieg er zum Rang eines Oberleutnants (1. April 1933) auf und heiratete am 6. April desselben Jahres. Im Oktober 1934 erfolgte seine Versetzung in den Stab des Infanterie-Regiments 35 und zwei Jahre später die Kommandierung zur Generalstabsausbildung an der Kriegsakademie. Nachdem diese abgeschlossen war, wurde Meier-Welcker ab Oktober 1938 als Verbindungsoffizier zum italienischen Generalstab eingesetzt.
Während des Zweiten Weltkrieges diente Meier-Welcker in verschiedenen Stäben. Zunächst bei der Armeeabteilung A und der 4. Armee. Ab 1941 fand er, inzwischen bis zum Major (1. Januar 1941) avanciert, Verwendung als Chef des Stabes der 251. Infanterie-Division (ab 6. Mai 1941) und der 306. Infanterie-Division (ab 29. Dezember 1942). Am 4. Juli 1943 wurde Meier-Welcker erneut zum Verbindungsoffizier zur italienischen 6. Armee sowie des italienischen Befehlshaber Corsica. Als Italien im Herbst 1943 aus dem Krieg ausschied, wurde er am 26. September zum Chef des Stabes der 389. Infanterie-Division ernannt. Vom 1. Dezember 1944 bis zum 25. März 1945 führte Meier-Welcker das Grenadier-Regiment 409 und in den letzten Wochen des Krieges schließlich das XXXI. Armeekorps als Chef des Generalstabes. Im Zweiten Weltkrieg wurde er mit dem Deutschen Kreuz in Gold ausgezeichnet.
Bei Kriegsende geriet Meier-Welcker in alliierte Kriegsgefangenschaft, aus der er am 5. Juni 1947 entlassen wurde. Er begann daraufhin in Tübingen ein Studium der Geschichte, bei dem er besonders von Hans Rothfels beeinflusst wurde und das er 1951 mit der Promotion abschloss. Im folgenden Jahr wurde ihm die Mitarbeit im Amt Blank (Vorgänger des Bundesverteidigungsministeriums) angeboten. So wurde Meier-Welcker dort am 21. April 1952 Leiter des Referats „Militärwissenschaft“ und am 4. Januar 1956 Oberst. In dieser Funktion fiel ihm die Aufgabe zu, die Militärgeschichtsschreibung zu reformieren und in einem breiteren gesellschaftlichen Spektrum zu einem anerkannten Teil der Geschichtswissenschaft zu machen. Im Zusammenhang damit wurde er beauftragt, ab dem 1. Januar 1957 die Militärgeschichtliche Forschungsstelle in Langenau (nahe Ulm) aufzubauen. Dieses Institut wurde 1958 nach Freiburg/Breisgau verlegt und erhielt die offizielle Bezeichnung Militärgeschichtliches Forschungsamt. Meier-Welcker blieb bis zum 30. September 1964 Leiter dieses Amtes und prägte dessen Ausrichtung entscheidend. 
Auch nach dem Ausscheiden aus dem aktiven Dienst widmete sich Meier-Welcker historischen Studien. So entstanden zahlreiche Aufsätze über die Zukunft der Militärgeschichte in Deutschland und eine große Biographie zu Hans von Seeckt, die noch heute als Standardwerk gilt. Meier-Welcker verstarb am 1. Januar 1983 in Freiburg/Breisgau.

## Wirken
Die Arbeiten Meier-Welckers umfassten ein breites Interessengebiet. Seine Dissertation verfasste er zur Simonie (Ämterkauf) im Mittelalter. Darauf folgte ein Handbuch zur deutschen Militärgeschichte in der Neuzeit. Als Chef des Militärgeschichtlichen Forschungsamtes prägte er dessen Publikation, wie z. B. das bis heute als Standardwerk geltende Handbuch zur Deutschen Militärgeschichte 1648–1939 in sechs Bänden. Nach dem Erscheinen seiner Seeckt-Biographie widmete er sich erneut dem Studium der antiken und mittelalterlichen Geschichte und unternahm dazu längere Reisen nach Sizilien. 
Von besonderer Bedeutung waren jedoch Meier-Welckers Aufsätze zur Militärgeschichte selbst (abgedruckt in: Militärgeschichtliches Forschungsamt (Hrsg.): Militärgeschichte - Probleme, Thesen, Wege, Stuttgart 1982), in denen er beständig forderte, die moderne Militärgeschichte in die allgemeine Geschichtswissenschaft zu integrieren. Seiner Ansicht nach sollte sie in ihren sozialen und politischen Rahmenbedingungen betrachtet werden, um durch diese Erweiterung weg von einer nur auf den Anwendungsnutzen fixierten Disziplin zu kommen. Meier-Welcker gilt damit als einer der Begründer der modernen Militärgeschichtsschreibung in Deutschland nach dem Zweiten Weltkrieg.

## Schriften (Auswahl)
- Der Entschluß zum Anhalten der deutschen Panzertruppen in Flandern 1940. In: Vierteljahrshefte für Zeitgeschichte. 2. Jahrgang, 3. Heft, Juli 1954, Seiten 274–290 (JSTORE).
- Deutsches Heerwesen im Wandel der Zeit. Ein Überblick über die Entwicklung vom Aufkommen der stehenden Heere bis zur Wehrfrage der Gegenwart. Bernard & Graefe, Frankfurt am Main 1956.
- (Hrsg.): Untersuchungen zur Geschichte des Offizierkorps. Anciennität und Beförderung nach Leistung (= 	Beiträge zur Militär- und Kriegsgeschichte. Band 4). DVA, Stuttgart 1962.
- (Hrsg.): Abwehrkämpfe am Nordflügel der Ostfront, 1944–1945 (= Beiträge zur Militär- und Kriegsgeschichte. Band 5). DVA, Stuttgart 1963.
- (Hrsg.): Offiziere im Bild von Dokumenten aus drei Jahrhunderten (= Beiträge zur Militär- und Kriegsgeschichte. Band 5). DVA, Stuttgart 1964.
- Seeckt.  Bernard & Graefe, Frankfurt am Main 1967.
- Dionysios I. Tyrann von Syrakus (= Persönlichkeit und Geschichte. Band 57). Musterschmidt, Göttingen u. a. 1971, ISBN 3-7881-0057-5.
- (Hrsg. mit Friedrich Forstmeier, Wolfgang von Groote, Othmar Hackl, Manfred Messerschmidt): Handbuch zur deutschen Militärgeschichte, 1648–1939. 6 Bände, Militärgeschichtliches Forschungsamt, Bernard und Graefe, München 1979/81.

Band 1: Abschnitt I, Von der Miliz zum stehenden Heer. Abschnitt II, Vom Stehenden Heer des Absolutismus zur allgemeinen Wehrpflicht, Abschnitt III, Militärverwaltung und Heeresaufbringung in Österreich bis 1806, München 1979.
Band 2: Abschnitt IV, Militärgeschichte im 19. Jahrhundert 1814–1890.
Band 3: Abschnitt V, Von der Entlassung Bismarcks bis zum Ende des Ersten Weltkrieges 1890–1918; Abschnitt VI, Reichswehr und Republik 1918–1933.
Band 4: Abschnitt VII, Wehrmacht und Nationalsozialismus 1933–1939; Abschnitt VIII, Deutsche Marinegeschichte der Neuzeit.
Band 5: Abschnitt IX, Grundzüge der militärischen Kriegführung 1648–1939.
Registerband, München 1981.
- Karthago, Syrakus und Rom. Zu Grundfragen von Frieden und Krieg (= Historisch-politische Hefte der Ranke-Gesellschaft. Heft 25/26: Studien zum Geschichtsbild). Musterschmidt, Göttingen 1979, ISBN 3-7881-1125-9.
- Himera und die Geschicke des griechischen Sizilien. Boldt, Boppard am Rhein 1980, ISBN 3-7646-1757-8.
- Aufzeichnungen eines Generalstabsoffiziers 1939–1942 (= Einzelschriften zur militärischen Geschichte des Zweiten Weltkrieges. Band 26). Rombach, Freiburg im Breisgau 1982, ISBN 3-7930-0185-7.